# Catedrala Înălțarea Domnului din Chișinău
Catedrala Înălțarea Domnului este un lăcaș de cult și monument de arhitectură de însemnătate națională, introdus în Registrul monumentelor de istorie și cultură din municipiul Chișinău. Se regăsește ca monument de artă și arhitectură de importanță națională și în Registrul monumentelor Republicii Moldova ocrotite de stat, unde apare sub nr. 21 (municipiul Chișinău), despărțită în Biserica „Înălțarea Domnului” („Sfânta Vinere”) și Monumente funerare.

## Istorie
Este fosta catedrală a comunității bulgare, construită pe locul alteia mai vechi. Se află în partea veche a orașului. În anii 1990 clădirile din apropierea de nord a bisericii au fost demolate în legătură cu prelungirea străzii Vasile Alecsandri, cea ce a contribuit la deschiderea vederii asupra bisericii, care s-a pomenit amplasată la colțul cartierului.
Prima biserică a apărut pe acest loc în 1807, ridicată de comunitatea bulgarilor, așezați aici de curând. Devine neîncăpătoare și în 1813 s-a intenționat construcția celei de-a doua biserici (viitoarea Sf. Gheorghe).
Bisericii i se acordă statut de catedrală în 1815, o parte a bulgarilor se întorc în patrie, biserica fiind suficientă pentru grupul rămas de bulgari. În 1923 biserica suferă un incendiu dezastruos, în urma căreia este refăcută total între anii 1927–1930.

## Descriere
Corpul bisericii are o formă alungită, partea centrală lărgită treptat, încununată cu o turlă, cu turnul clopotniță alipit în fața intrării, cu absida altarului circulară. Arhitectura edificiului a fost creată sub influența stilului baroc, care se evidențiază, mai ales, în realizarea artistică a interiorului. Compusă din compartimente obișnuite ale bisericii din arealul balcanic, sub forma a două travee cu contur plastic, care corespund naosului și pronaosului, boltite cu calote sferice, ele își pierd delimitarea precisă, fiind unite prin gol larg de trecere. Pilaștrii, care susțin construcția bolților, sunt alipiți pereților, dotați cu antablamente curbe și cu cornișe proeminente. Integritatea spațială este întregită de pictura murală, care acoperă toate suprafețele pereților și sistemul constructiv de boltire, executată în 1936 de Piotr Piscariov.
Influența stilului baroc se manifestă și în exterior, remarcându-se silueta elegantă a bisericii cu trei porticuri, precum și în detalii: profilul oprit și frânt al acoperișurilor, în rotunjirea colțurilor pereților, în prezența nișelor semicirculare, destinate amplasării sculpturilor în țările de origine a stilului.

## Galerie de imagini

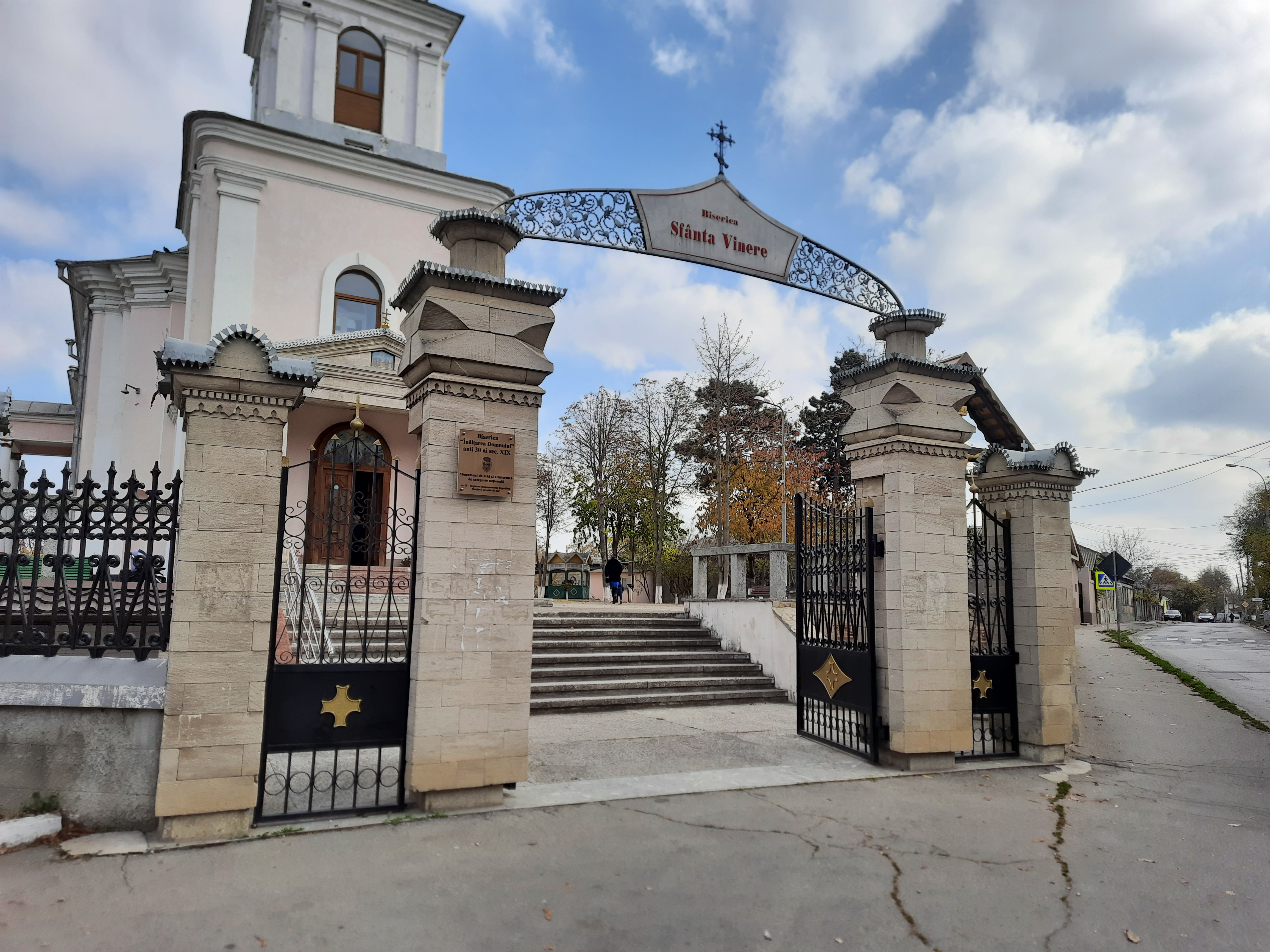
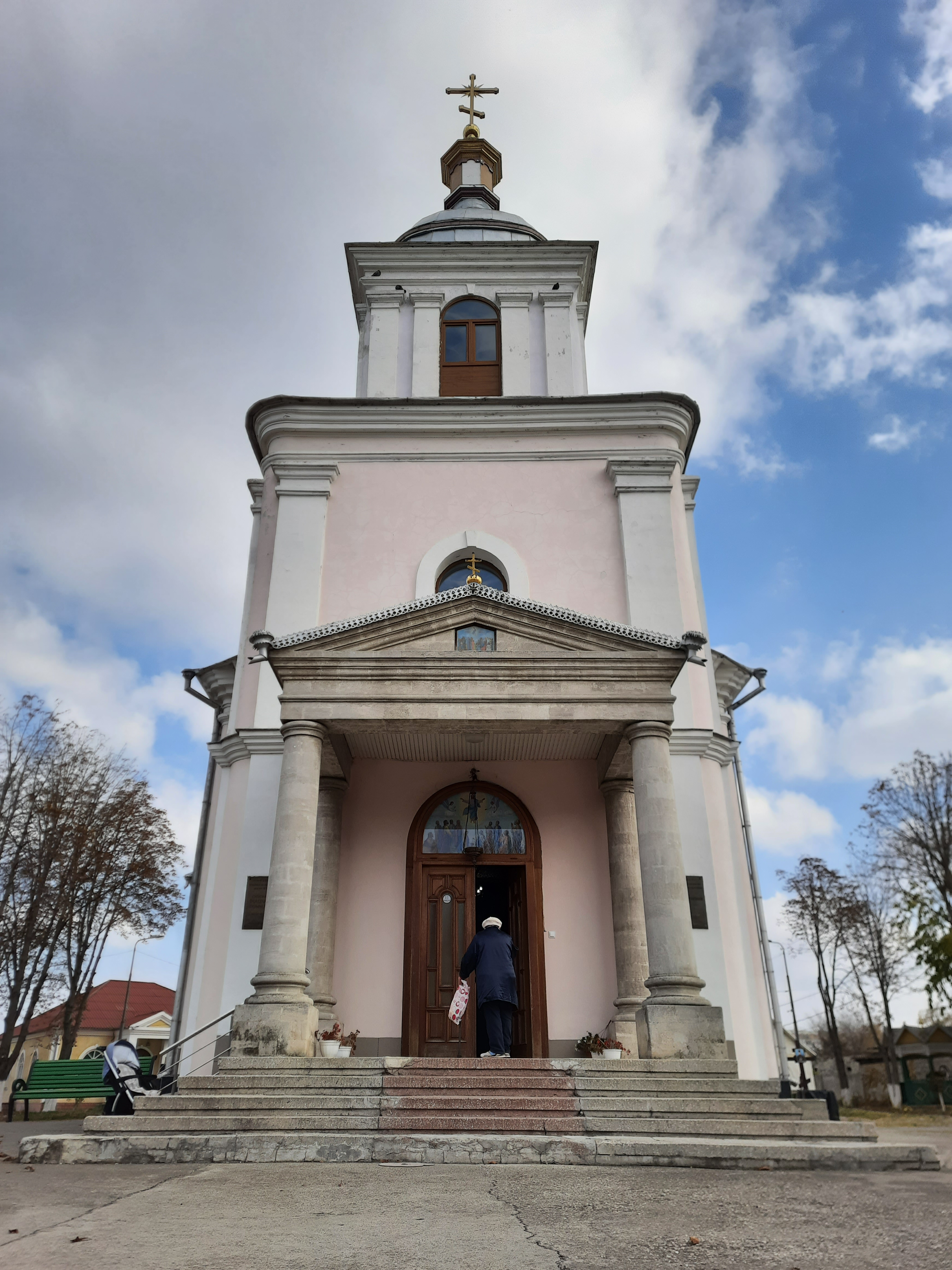
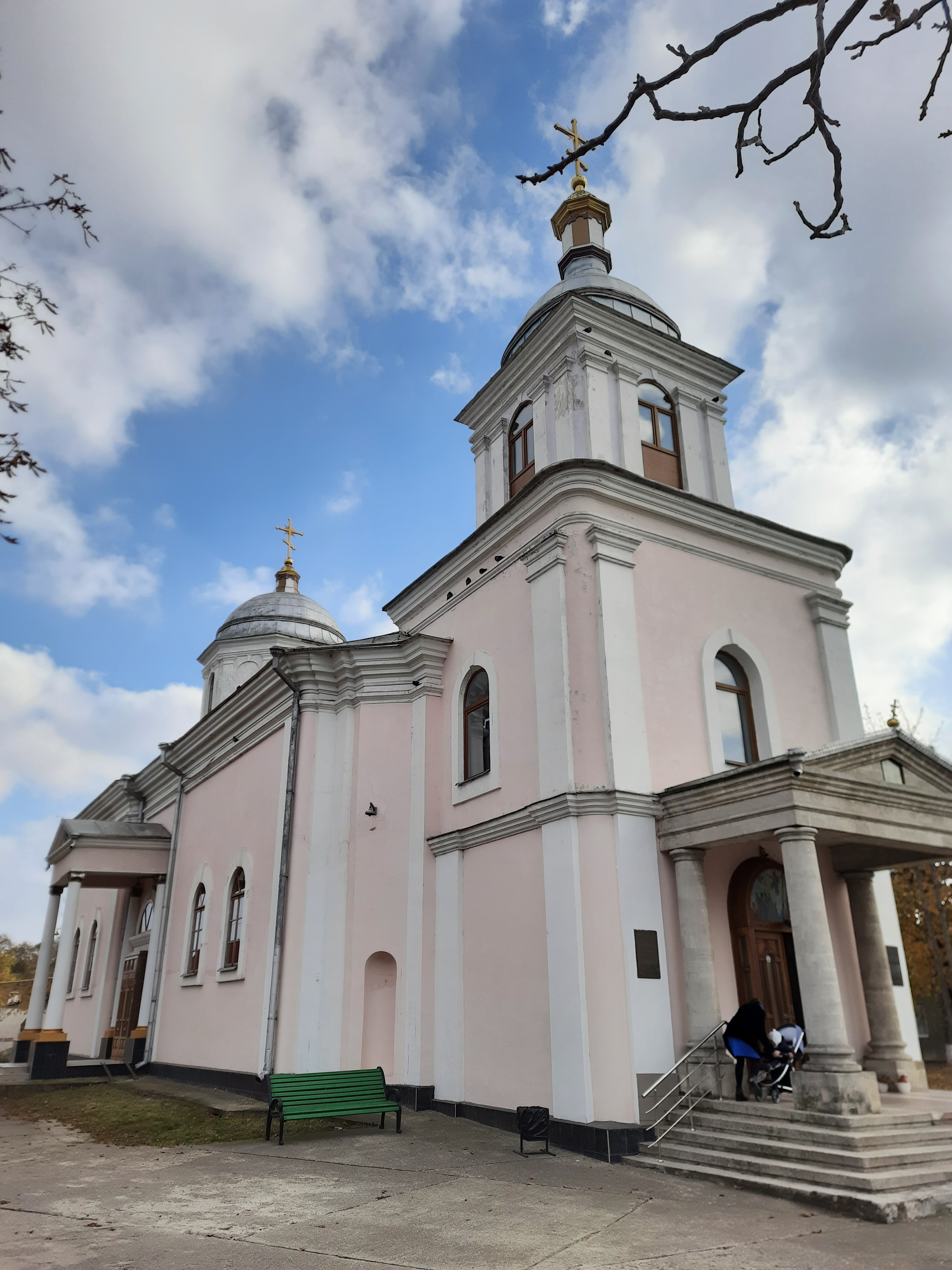
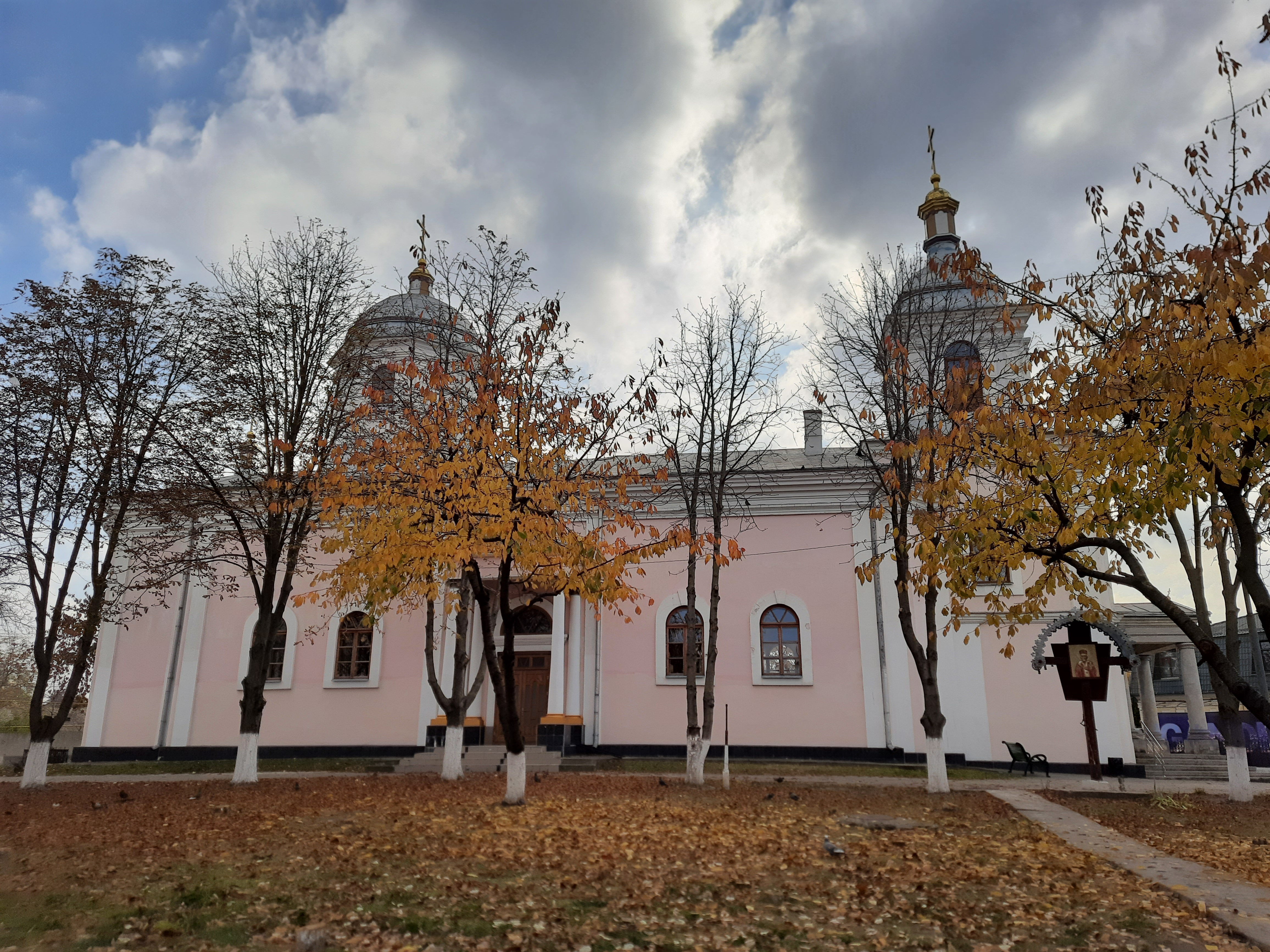
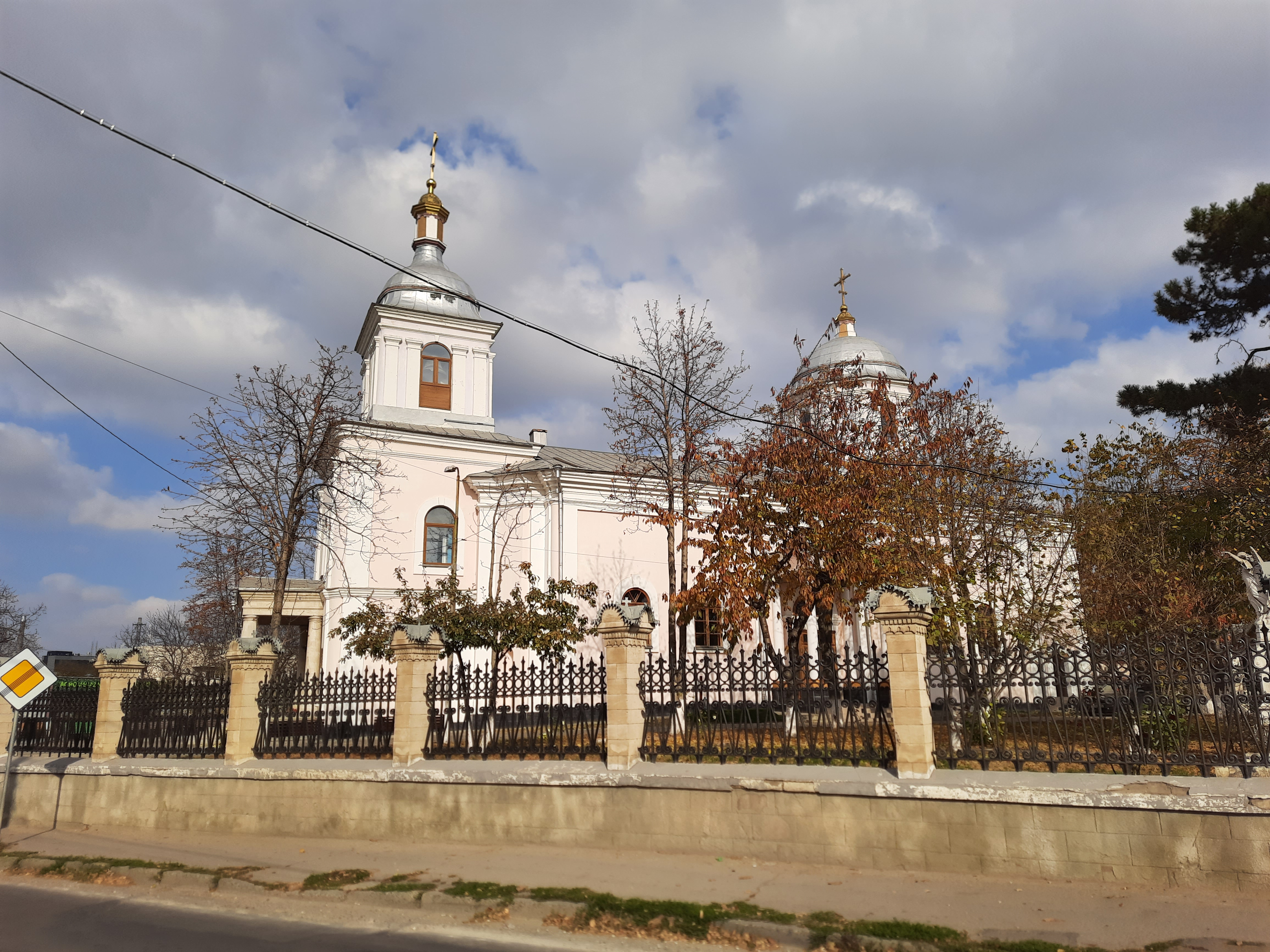
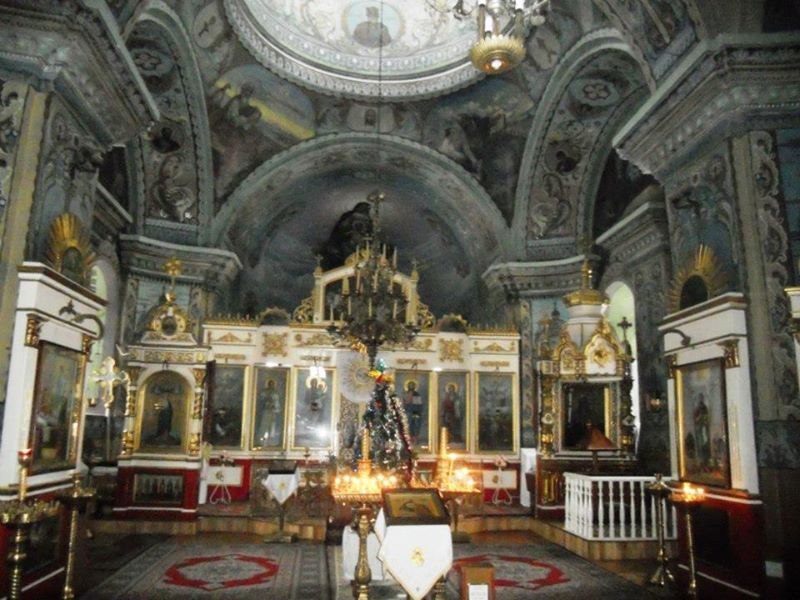
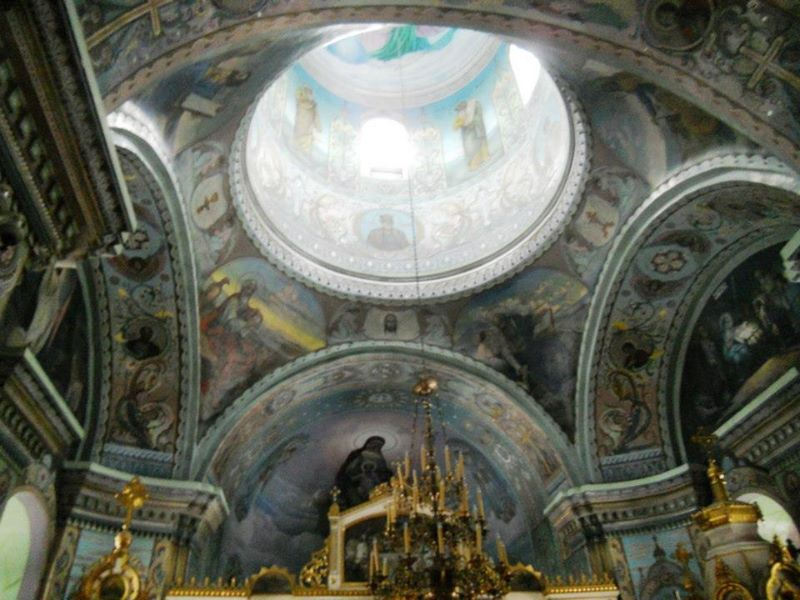
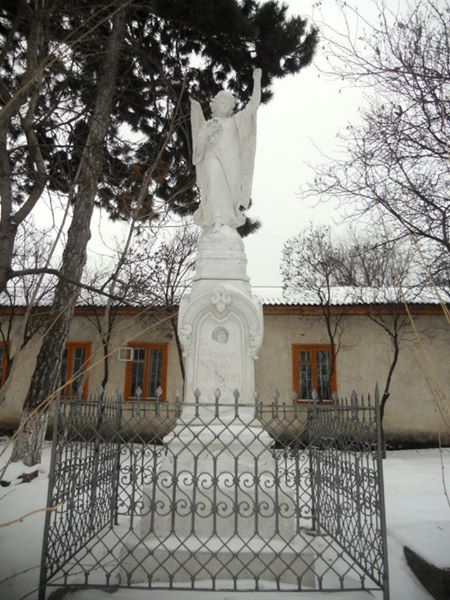
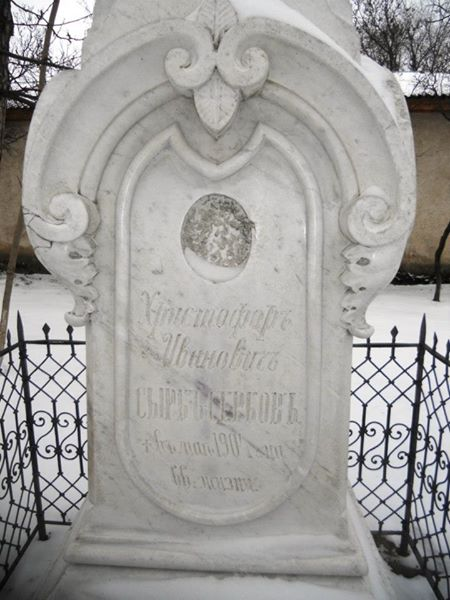
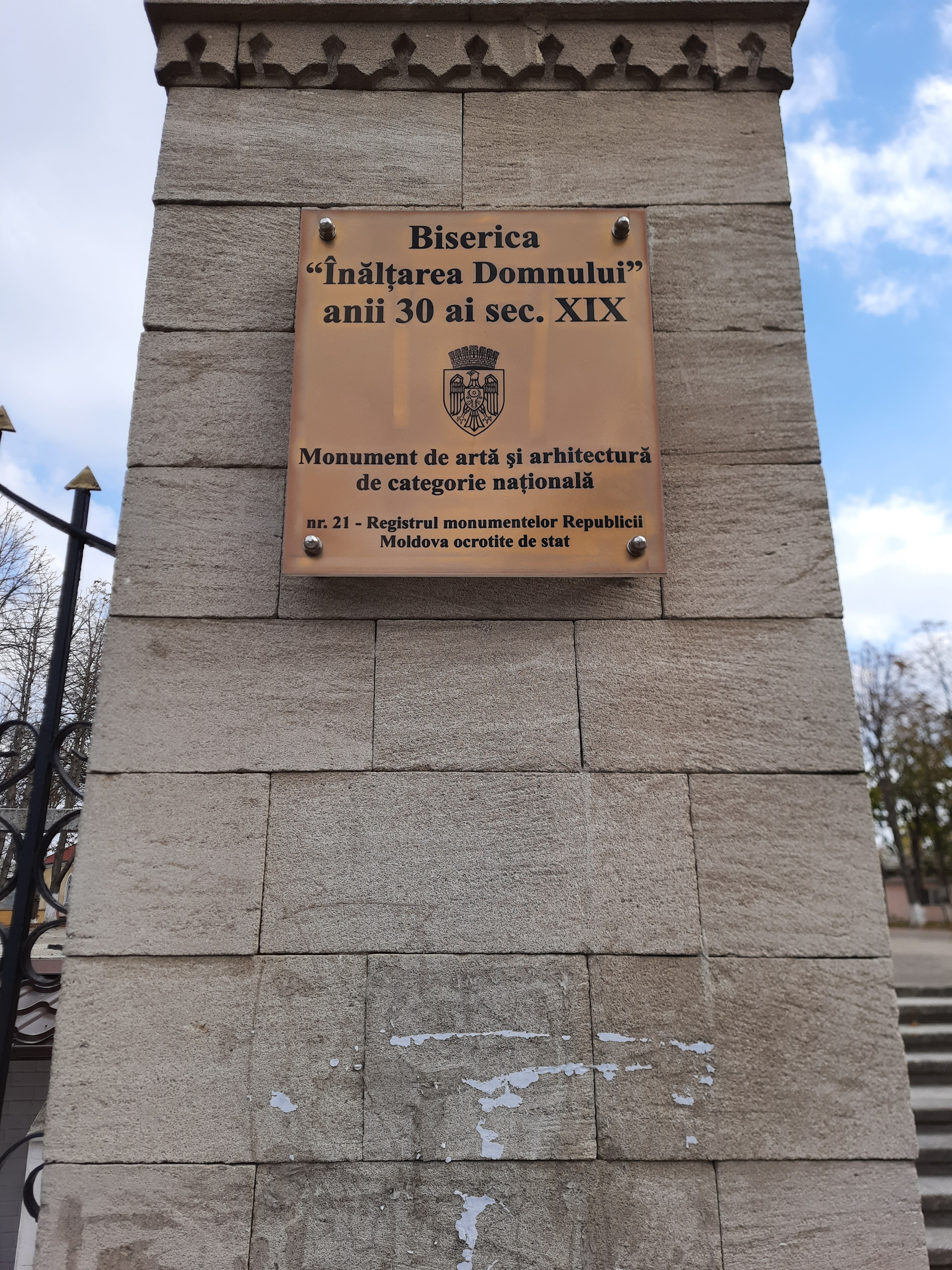